# Exocentrus centenoides
Exocentrus centenoides är en skalbaggsart som beskrevs av Stefan von Breuning 1958. Exocentrus centenoides ingår i släktet Exocentrus och familjen långhorningar. Inga underarter finns listade i Catalogue of Life.